# Csellisták listája
A csellista vagy gordonkás az az ember, aki csellón játszik.

## Külföldi csellisták
- Diran Alexanian
- Franz Bartolomey
- Felix Battanchon
- Charles Baudiot
- Paul Bazelaire
- Hugo Becker
- Luigi Boccherini
- Matthew Brubeck
- Anner Bylsma
- Pablo Casals
- Gaspar Cassado
- Han-Na Chang
- Natalie Clein
- Robert Cohen
- Tom Cora
- Bernhard Cossmann
- Melora Creager a Rasputina-ból
- Charles Curtis
- Valter Despalj
- Roel Dieltens
- Johann Justus Friedrich Dotzauer
- Jean-Louis Duport
- Jean-Pierre Duport
- Emanuel Feuermann
- Rocco Filippini
- Pierre Fournier
- Auguste Franchomme
- Maurice Gendron
- David Geringas
- Georg Goltermann
- Leonid Gorokhov
- Friedrich Grützmacher
- Natalia Gutman
- Lynn Harrell
- Ulrich Heinen
- Frans Helmerson
- Guillaume Hesse
- Adam Hurst
- Steven Isserlis
- Antonio Janigro
- Joan Jeanrenaud
- Carolyn Kelly
- Ralph Kirshbaum
- Perttu Kivilaakso
- Julius Klengel
- Maria Kliegel
- Jeffrey Krieger
- Joel Krosnick
- Friedrich August Kummer
- Sebastian Lee
- Julian Lloyd Webber
- Paavo Lötjönen
- Yo-Yo Ma
- Mischa Maisky
- Gerhard Mantel
- Maurice Maréchal
- Dmitri Markevitch
- Angelica May
- Charlotte Moorman
- Aaron Minsky
- Miloš Mlejnik
- Truls Mørk
- Daniel Müller-Schott
- Fanny Nemeth-Weiss
- Siegfried Palm
- Vito Paternoster
- Boris Pergamenschikow
- Gregor Piatigorsky
- Alfredo Piatti
- William Pleeth
- David Popper
- Jacqueline du Pré
- Andrei Pricope
- Jean-Guihen Queyras
- Gustav Rivinius
- Ernst Reijseger
- Hank Roberts
- Hannah Roberts
- Bernhard Romberg
- Leonard Rose
- Mstislav Rostropovich
- Martin Rummel
- Arthur Russell
- Daniil Shafran
- Heinrich Schiff
- Carl Schröder
- Giovanni Sollima
- Ciril Škerjanec
- Werner Thomas-Mifune
- Fiona Thompson
- Auguste Tolbecque
- Eicca Toppinen – a cselló-rock „feltalálója”
- Paul Tortelier
- Frances-Marie Uitti
- Eduardo Vasallo
- Raphael Wallfisch
- Pieter Wispelwey

## Magyar csellóművészek
- Banda Ede
- Bánzi Richárd
- Bényi Tibor
- Czakó Éva
- Csáka Emese
- Dénes Vera
- Devich Gergely
- Faludi Judit
- Fenyő László
- Földesy Arnold
- Friss Antal
- Gárdián Gábor
- Janzsó Ildikó
- Jávorkai Ádám
- Kerpely Jenő
- Kertész Ottó
- Machula Tibor
- Magyar Gábor (1914–2011)
- Ifj. Mező László
- Id. Mező László
- Oláh Ernő
- Onczay Csaba
- Perényi Miklós
- Rohmann Ditta
- Rózsa Richárd (1974-)
- Schiffer Adolf
- Somodari Péter
- Starker János
- Szabó Ildikó
- Szabó Péter
- Unger Emőke (1936–)
- Váray Péter
- Várdai István
- Varga István
- Varga László
- Varga Tamás
- Virizlay Mihály
- Záborszky Kálmán
- Zétényi Tamás (1985-)
- Zsámboki Miklós